# Fakulteta za računalništvo in informatiko v Ljubljani
Fakulteta za računalništvo in informatiko Univerze v Ljubljani (kratica UL FRI) je članica Univerze v Ljubljani. Glavna dejavnost fakultete je vzgoja računalniških strokovnjakov različnih profilov. Poleg rednega izobraževanja fakulteta skrbi še za dopolnilno izobraževanje računalniških strokovnjakov, kot tudi strokovnjakov drugih strok, ki potrebujejo znanje informatike. Prav posebna in zelo osebna pa je vzgoja mladih raziskovalcev, ki se med podiplomskim študijem pod mentorstvom  univerzitetnih profesorjev uvajajo v raziskovalno in znanstveno delo.
Trenutna dekanja je Mojca Ciglarič, ki je bila 31. maja 2022 izvoljena za mandat 2022–2026. 

## Zgodovina
Fakulteta za računalništvo in informatiko je bila ustanovljena 1. januarja 1996 po razcepitvi dotedanje Fakultete za elektrotehniko in računalništvo na dve novi fakulteti. Sam študij računalništva se je na ljubljanski univerzi pričel izvajati že leta 1973, najprej kot usmeritev po 2. letniku študija elektrotehnike, od leta 1982 pa kot samostojni študij na tedanji
Fakulteti za elektrotehniko

## Novi prostori
Leta 2014 se je Fakulteta preselila v novo stavbo na lokaciji Brdo pri Ljubljani, na naslov Večna pot 113, Ljubljana. Ta je nastala kot rezultat večletne gradnje novih objektov Fakultete za računalništvo in informatiko ter Fakultete za kemijo in kemijsko tehnologijo (FKKT). Gradnja FRI in FKKT je največji projekt v Sloveniji, ki ga je sofinancirala Evropska unija, in največja investicija v zgodovini UL.

## Organizacija
- Laboratorij za adaptivne sisteme in paralelno procesiranje
- Laboratorij za algoritmiko
- Laboratorij za bioinformatiko
- Laboratorij za biomedicinske računalniške sisteme in oslikave
- Laboratorij za e-medije
- Laboratorij za informatiko
- Laboratorij za integracijo informacijskih sistemov
- Laboratorij za kognitivno modeliranje
- Laboratorij za kriptografijo in računalniško varnost
- Laboratorij za matematične metode v računalništvu in informatiki
- Laboratorij za podatkovne tehnologije
- Laboratorij za računalniške komunikacije
- Laboratorij za računalniške strukture in sisteme
- Laboratorij za računalniški vid
- Laboratorij za računalniško grafiko in multimedije
- Laboratorij za tehnologijo programske opreme
- Laboratorij za umetne vizualne spoznavne sisteme
- Laboratorij za umetno inteligenco
- Laboratorij za vseprisotne sisteme

## Infrastruktura
Fakulteta za računalništvo in informatiko ima 9 predavalnic in 12 računalniških učilnic z več kot 400 osebnimi računalniki. Večina računalnikov je povezanih v mrežo in imajo dostop do interneta. Fakulteta za računalništvo in informatiko si s Fakulteto za kemijo in kemijsko tehnologijo deli veliko predavalnico ter knjižnico, v kateri je bogata zbirka knjig in strokovnih revij, omogoča pa tudi iskanje informacij po različnih podatkovnih zbirkah.

## Študijski rezultati
Na Fakulteti za računalništvo in informatiko je do sedaj zaključilo študij 3208 diplomantov na dodiplomskih študijskih programih in na podiplomskih študijskih programih 389 magistrov znanosti ter 149 doktorjev znanosti.